# Comisión Especial para la Reforma Integral de la Administración de Justicia
La Comisión Especial para la Reforma Integral de la Administración de Justicia (CERIAJUS) fue una comisión establecida durante el gobierno de Alejandro Toledo para la reforma de la administración de justicia en el Perú.

## Historia
Mediante Ley 28083, expedido el 3 de octubre y publicado al día siguiente por el diario El Peruano, se creó la Comisión Especial para la Reforma Integral de la Administración de Justicia (CERIAJUS), teniendo como objetivo la elaboración de un Plan Nacional de Reforma Integral de la Administración de Justicia que contendría "una propuesta global y concertada de reforma de la administración de justicia" en un plazo de 180 días. La CERIAJUS estuvo integrado por:
- Hugo Silvina Hurtado, presidente del Poder Judicial y presidente de la CERIAJUS
- Nelly Calderón Navarro, fiscal de la nación
- Daniel Caballero Cisneros, presidente del Consejo Nacional de la Magistratura
- Juan Monroy Gálvez, representante del Tribunal Constitucional
- Elcira Vásquez Cortez, presidente del Consejo Directivo de la Academia de la Magistratura
- Baldo Kresalja Roselló, ministro de justicia
- Walter Albán Peralta, presidente de la Defensoría del Pueblo
- Fausto Alvarado Dodero, representante de la Comisión de Justicia y Derechos Humanos del Congreso
- Yonhy Lescano Ancieta, representante de la Comisión de Justicia y Derechos Humanos del Congreso
- Roberto Miranda Moreno, de organización participante en el Foro del Acuerdo Nacional
- César Fernández Arce, de organización participante en el Foro del Acuerdo Nacional
- Guillermo Löhmann Luca de Tena, de organización participante en el Foro del Acuerdo Nacional
- David Lovatón Palacios, de organización participante en el Foro del Acuerdo Nacional
- Javier de Belaúnde López de Romaña, de organización participante en el Foro del Acuerdo Nacional
- Luis Alberto Mena Nuñez, representante de los Colegios de Abogados del Perú elegido por los decanos de dichos colegios
- Enrique Angulo Paulet, representante de las Facultades de Derecho que fue designado por los decanos de las tres universidades públicas y de las tres universidades privadas con facultades de derecho más antiguas

Aunque algunos integrantes de la CERIAJUS solicitaron la presencia de un representante de la Policía Nacional del Perú, finalmente no se aceptó.
La CERIAJUS contó con una Secretaría Técnica para que analice y coordine los programas de acción propuestos por la comisión. Dicha Secretaría tuvo a Juan Jiménez Mayor como Secretario Técnico, operando desde el Poder Judicial y recibiendo apoyo de la Agencia Alemana de Cooperación, el Programa de las Naciones Unidas para el Desarrollo (PNUD) y la USAID - IRIS CENTER.
La labor de la CERIAJUS se organizó en 10 Grupos de Trabajo Temáticos (GTT), siendo dichos grupos:
- Medidas Urgentes en el Sistema de Administración de Justicia, coordinado por Alfredo Villavicencio Ríos
- Reforma parcial de la Constitución de 1993, Leyes Orgánicas y niveles de coordinación, coordinado por Alvarado Dodero y Kresalja Roselló
- Modernización y gestión del despacho judicial y fiscal, coordinado por Sivina Hurtado y Andrés Echevarría Adrianzén
- Recursos Humanos: jueces, fiscales y demás operadores del sistema de justicia, coordinado por Teófilo Idrogo Delgado y Caballero Cisneros
- Gobierno y Gestión administrativa del sistema de justicia, Presupuesto, y Cooperación Técnica Internacional, coordinado por Sivina Hurtado y Sergio Salas Villalobos
- Políticas Anticorrupción, Eticidad y Transparencia en materia de administración de justicia, coordinado por Vásquez Cortez
- Reforma del sistema penal, coordinado por Calderón Navarro
- Modificaciones puntuales de Códigos y normas conexas, coordinado por Lescano Ancieta
- Acceso a la justicia y Mecanismos Alternativos de Solución de Conflictos, coordinado por Albán Peralta
- Predictibilidad y jurisprudencia, coordinado por De Belaúnde López de Romaña

Las actividades de la CERIAJUS culminaron el 23 de abril del 2004 entregando al entonces presidente de la República, Alejandro Toledo, el Plan de Reforma Integral y un costeo de las medidas.